# フランソワ2世 (ロレーヌ公)

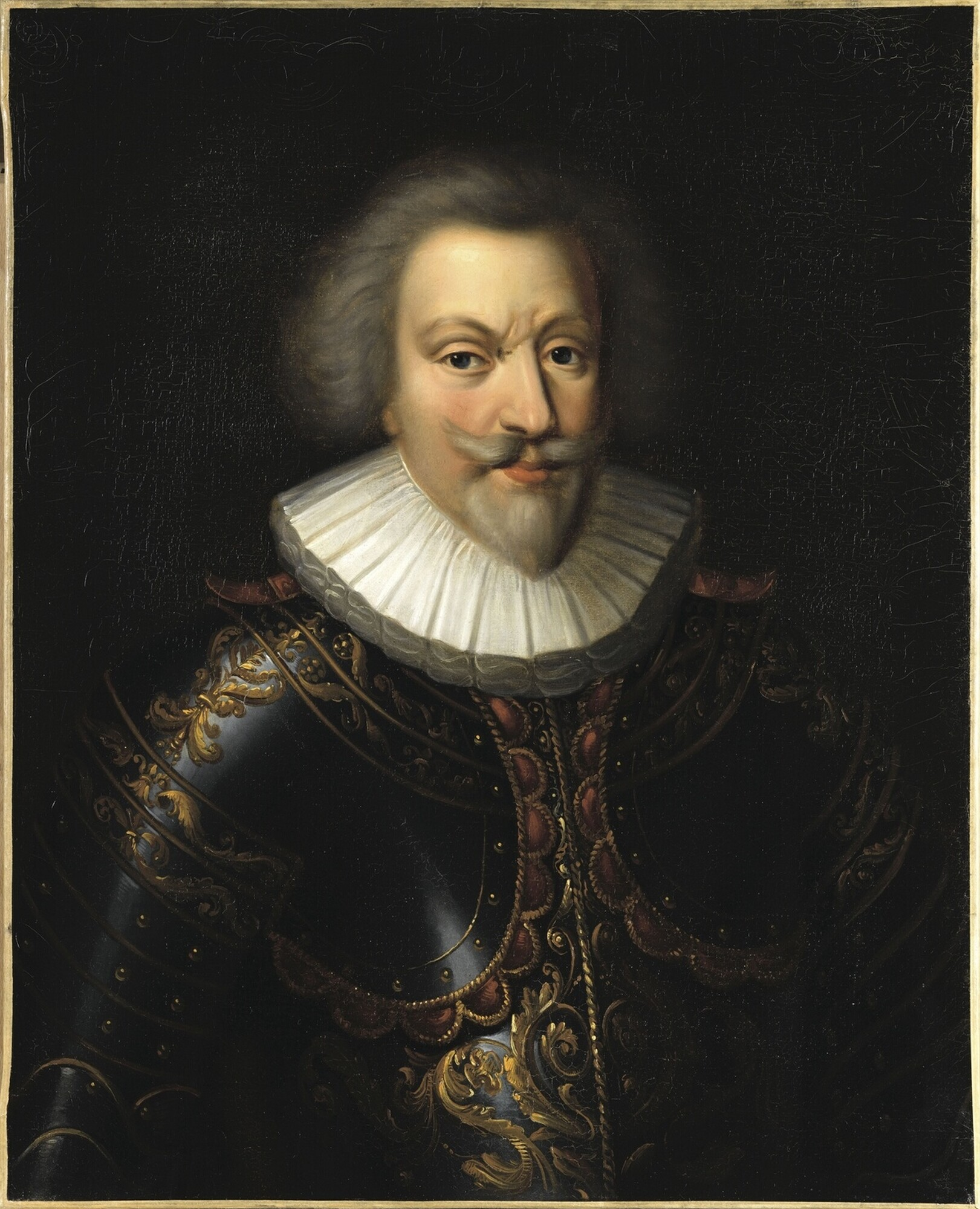
ロレーヌ公フランソワ2世

フランソワ2世（François II, 1572年2月27日 - 1632年10月14日）は、ロレーヌ公シャルル3世とフランス王アンリ2世の娘クロードの子。ドイツ語名ではフランツ2世（Franz II.）。ロレーヌ公アンリ2世の弟で、兄の死後、相続問題解決のため1625年に数日間ロレーヌ公となったが、すぐに息子シャルルに譲位した。
1597年にザルム女伯クリスティーナと結婚し、以下の子をもうけた。
- アンリ（ハインリヒ）（1602年 - 1611年）
- シャルル（カール）4世（1604年 - 1675年） - ロレーヌ公
- アンリエット（ヘンリエッタ）（1605年 - 1675年） - 1621年にロレーヌ枢機卿ルイの庶子ルイと結婚
- ニコラ（ニコラウス）2世（1609年 - 1670年） - ロレーヌ公
- マルグリット（マルガレーテ）（1615年 - 1672年） - オルレアン公ガストンと結婚
- クリスティーヌ（クリスティーナ）（1621年 - 1622年）